# راونا (تگزاس)
راونا، تگزاس(به انگلیسی: Ravenna, Texas) شهری در ایالت تگزاس از ایالات جنوبی ایالات متحده آمریکا است. در سرشماری سال ۲۰۰۰، جمعیت این شهر ۲۱۵ نفر اعلام شد.